# Vĩnh Thuyên Kim
Nguyễn Thị Bích Trâm (sinh ngày 19 tháng 1 năm 1986), thường được biết đến với nghệ danh Vĩnh Thuyên Kim, là một nữ ca sĩ người Việt Nam.

## Thân thế và sự nghiệp
Vĩnh Thuyên Kim sinh tại Cà Mau, là con thứ ba trong gia đình có 5 anh chị em. Chịu ảnh hưởng của vài anh chị theo con đường nghệ thuật, sau khi học xong trung học, cô rời Cà Mau lên Thành phố Hồ Chí Minh lập nghiệp. Cô được biết đến khi đóng MV "Khúc Samba rộn ràng" của nam ca sĩ Lâm Chí Khanh (sau này chuyển giới thành Lâm Khánh Chi) trong VCD album vol.3 "Chỉ tại vì em" do hãng phim Phương Nam thực hiện năm 2001.
Năm 2007, Vĩnh Thuyên Kim bắt đầu sự nghiệp âm nhạc. Khoảng năm 2007-2009, cô bắt đầu ra mắt các ca khúc "Sao lại nhắn nhầm máy anh", "Người thứ ba", "Tại sao anh gạt em"... Tuy nhiên, thời điểm này danh tiếng của cô chỉ giới hạn ở khu vực Tây Nam Bộ. Cuối năm 2009 - đầu năm 2010, cô bắt đầu được khán giả chú ý nhiều hơn khi thể hiện ca khúc "Teen vọng cổ".
Năm 2010, Vĩnh Thuyên Kim tham gia điện ảnh với vai nhỏ trong bộ phim ca nhạc của ca sĩ Lâm Hùng mang tên Một ngày biết trước. Giữa năm 2010, có thông tin cô sẽ tham gia bộ phim Bóng ma học đường (tên cũ Hồn ma siêu quậy) của đạo diễn Lê Bảo Trung, cùng với các diễn viên-ca sĩ: Hoài Linh, Hoàng Sơn, Hoài An, Wanbi Tuấn Anh, Trương Quỳnh Anh, Tim, Elly Trần, Thiên Minh... Tuy nhiên sau đó, cô đã không tham gia được vì một số lý do riêng và Đinh Ngọc Diệp là người thay thế cô trong bộ phim này.
Năm 2012, Vĩnh Thuyên Kim giới thiệu DVD "Một cõi bình yên", trong đó có sáng tác đầu tay của cô mang tên "Gọi thầm tên anh" và "Sorry".
Cô từng đóng vai nữ chính trong bộ phim điện ảnh chiếu Tết 2013 mang tên Bay vào cõi mộng cùng với các diễn viên: Kiều Oanh, Lê Huỳnh, Lương Thế Thành, Lynda Trang Đài, Tommy Ngô, Khánh Phương, Tấn Beo, Tấn Bo, Nikki Dương Nhật Vi...

## Danh sách đĩa nhạc

### Album
- Kỷ vật (2007) (Vol 1)
- Con rối (2008) (Vol 2)
- Lệ đắng (2009) (Vol 3)
- 180 Độ Change (2010) (Vol 4)
- 270 Độ Change (2010) (Vol 5)
- Vẽ (2011) (Vol 6)
- Bức thư tình không tem (2011)
- Một cõi bình yên (2012) (Vol 7)

### Single
- Hãy nói yêu em
- Đến phút cuối
- Tình yêu cuối cùng
- Hạnh phúc trôi xa

## Chương trình truyền hình
- Ai là bậc thầy chính hiệu? (2019) - VTV3 (người chơi khách mời của đội Lạ Lắm À Nha (với Đại Nhân))

## Giải thưởng
- Top 10 ca khúc của năm tại lễ trao giải Zing Music Awards 2010 cho ca khúc "Teen vọng cổ"
- Nữ ca sĩ triển vọng của Zing Music Awards 2010
- Quán quân Người nghệ sĩ đa tài
- Á quân Tuyệt đỉnh song ca-Cặp đôi vàng